# Родригес, Карлос Эдуардо
Карлос Эдуардо Родригес Гутьеррес (исп. Carlos Eduardo Rodríguez Gutiérrez; родился 27 июля 2000 года, Матурин, Венесуэла) — венесуэльский футболист, полузащитник клуба «Атлетико Венесуэла».

## Клубная карьера
Родригес — воспитанник клуба «Атлетико Венесуэла». 23 октября 2016 года в матче против «Депортиво Сулия» он дебютировал в венесуэльской Примере, в возрасте 16 лет.

## Международная карьера
В 2017 году Родригес в составе юношеской сборной Венесуэлы принял участие в юношеском чемпионате Южной Америки в Чили. На турнире он сыграл в матчах против команд Чили, Перу, Колумбии, Аргентины, а также дважды против Бразилии и Парагвая.